# 히로하시 다다미쓰
히로하시 다다미쓰(일본어: 広橋真光, 1902년(메이지 35년) 12월 11일 ~ 1997년(헤이세이 9년) 5월 21일)는 일본의 화족이자 내무관료이다. 내각총리대신 고노에 후미마로와 도조 히데키의 비서관을 역임하였고, 제2차 세계 대전 이후 지바 현지사를 1개월간 지냈다.

## 생애
1902년 백작 히로하시 마사미쓰(広橋賢光)의 장남으로 태어나 1910년에 습작하였다. 1926년에 도쿄제국대학을 졸업하여 다음 해에 내무성에 들어갔다. 같은 해 12월 2일에 나시모토노미야 모리마사 왕의 딸 노리코 여왕과 혼인하였다. 1940년에 내각총리대신 고노에 후미마로의 내각총리대신 비서관으로 근무하였고, 도조 내각에서도 유임되었다. 1947년에 지바 현지사 오노 아키라(小野哲)가 돌연 참의원 의원 통상선거에 출마를 표명하며 사임하자 히로하시 다다미쓰가 현지사가 되었다. 다음 달에 새로운 일본국 헌법 아래 공선에 의해 현지사가 결정될 때까지 38일간 근무하였다. 그 이후 특별조달청 요코하마 국장 등을 역임하였고, 퇴관 이후에는 기업 이사와 〈도조 내각총리대신 기밀 기록〉(도쿄 대학 출판회)의 편집 사업에 관여하였다. 1950년에 열린 제2회 참의원 의원 통상선거에 자유당 공천으로 전국구로 입후보하지만 낙선하였다.

## 가족 관계
- 부인: 노리코(나시모토노미야 모리마사의 2녀)
  - 양녀: 세이코
  - 양사위: 이건

| 전임 히로하시 마사미쓰 | 제2대 히로하시 백작가 1910년 ~ 1947년 | 후임 화족제도 폐지 |

| 전임 히로하시 마사미쓰 | 제32대 히로하시 가 당주 | 후임 히로하시 요시미쓰 |